# Carol Tavris

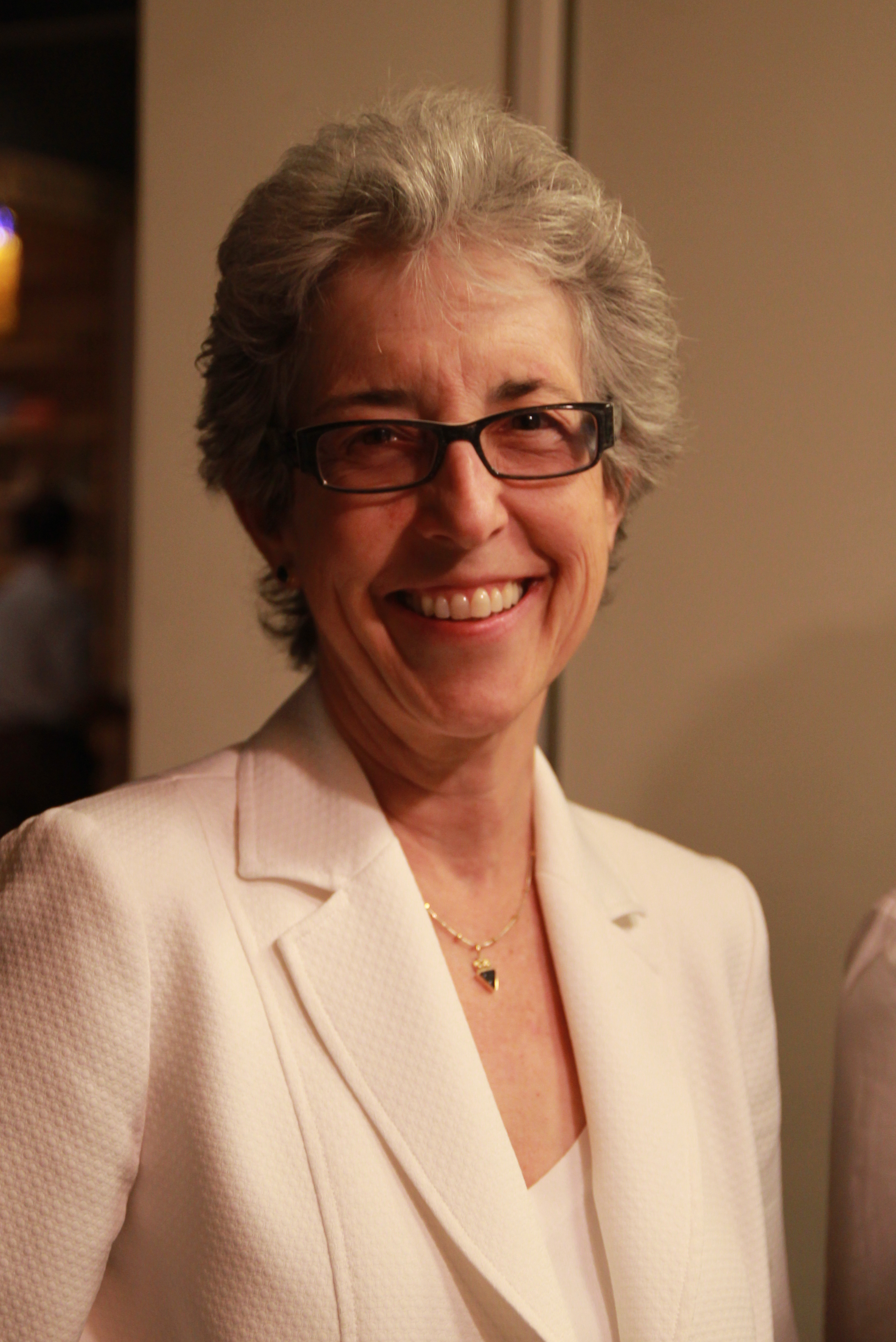
Carol Tavris, 2010

Carol Anne Tavris (* 17. September 1944) ist eine US-amerikanische Sozialpsychologin, Autorin, Feministin und Skeptikerin. Sie beschäftigt sich insbesondere mit Themen, in denen die Psychologie als Wissenschaft in der Öffentlichkeit verbreiteten Überzeugungen widerspricht, und mit der Kritik von Pseudowissenschaft. Beiträge hat sie u. a. zur Erforschung kritischen Denkens, zu Selbsttäuschungen, zum Phänomen der kognitiven Dissonanz, zur Emotion Wut und Genderthemen geleistet.

## Werdegang und Arbeitsschwerpunkte
Carol Tavris ist die Tochter säkularer jüdischer Eltern, von denen sie das Argumentieren und In-Frage-Stellen sowie den Einsatz für soziale Gerechtigkeit und Gleichberechtigung lernte. Sie legte einen Bachelor in Vergleichender Literaturwissenschaft und Soziologie an der Brandeis University ab, wechselte zunächst in ein Masterstudium für Soziologie der Literatur an der University of Michigan und promovierte, weil ihr die sozialpsychologischen Kurse dieses Programms besser gefielen, in der Sozialpsychologie. Die Arbeit an der University of Michigan unterbrach sie für ein Jahr, um für die damals neu entstandene Zeitschrift Psychology Today zu schreiben, die psychologische Themen auf wissenschaftlicher Basis der amerikanischen Öffentlichkeit zugänglich machen sollte. Nach der Promotion entschied sie sich gegen eine Karriere in der Wissenschaft und kehrte zu Psychology Today zurück, das sie später verließ, um für die kurzlebige Zeitschrift Human Nature zu schreiben. Sie gab psychologische Kurse an der University of California, Los Angeles and the New School for Social Research, leistete ihre wichtigsten Beiträge aber als freie Autorin.

Tavris' Hauptinteressen liegen in der Sozialpsychologie, auf Genderunterschieden, pseudowissenschaftlichen Überzeugungen, Selbsttäuschung und kritischem Denken. Zudem hat sie Beitärge zur Emotion Wut geleistet. Zu ihrem feministischen Fokus auf dem Thema Gender schreibt sie selbst:
"I came of age in social psychology with the rebirth of modern feminism […]. Suddenly every topic in psychology was up for reassessment of the male bias that had shaped questions asked, questions avoided, interpretations made. […] My professional interest in gender studies was born, merging with my personal passion for gender equality."
In ihrem Buch The mismeasure of woman zeigt Carol Tavris, wie sich gesellschaftliche Einstellungen und Vorurteile auf Forschung auswirken können, dass zahlreiche wissenschaftliche Theorien und Modelle auf männlichen Normen basieren und deswegen keine universellen Wahrheiten über die Psyche oder kognitive Prozesse sind, und widerlegt verbreitete Überzeugungen über Unterschiede zwischen den psychischen Eigenschaften von Frauen und Männern. Sie schließt, dass Frauen Männern weder unter- noch überlegen sind, sondern in allen Bereichen Anspruch auf Gleichheit haben.
Mit Carole Wade verfasste sie eine Einführung in die Psychologie, die Gender- und Kulturfragen ins Zentrum der Psychologie rückt und 2023 ihre 14. Auflage erreicht hatte. Diese Einführung ist außerdem darauf ausgerichtet, kritisches Denken zu fördern: Studienanfänger sollen von Beginn an als Wissenschaftler denken lernen: Fragen stellen, Antworten bedenken, Evidenz prüfen, mögliche Erklärungen entwickeln und reflektieren, welche Vorannahmen und emotionalen Voreingenommenheiten sie in die Erforschung eines Themas einbringen. Aus der Kooperation ist ein weiteres Buch zur Einführung in die Psychologie entstanden.
Carol Tavris beschäftigt sich mit gesunder Skepsis ("healthy scepticism") und der Frage, was Menschen leichtgläubig macht bzw. daran hindert, gesunde Skepsis anzuwenden. Hierzu zählt sie sozialpsychologische Phänomene der Konformität, des Gruppendenkens, Kognitive Dissonanz, Kognitive Verzerrungen, etwa solchen, die dazu führen, dass man eigene Erwartungen oder Vormeinungen durch Information eher bestätigt als widerlegt sieht (Bestätigungsfehler bzw. confirmation bias) und sogenannte self-serving biases, d. h. Verzerrungen im Wahrnehmen oder Denken, die dem Selbstschutz oder der Aufrechterhaltung eines positiven Selbstbildes dienen. Es ist ihr ein wichtiges Anliegen, Menschen gegen etwas, das sie "Psychogeschwätz" ("psychobabble") nennt, zu immunisieren: psychologische Versprechungen oder Theorien, die nicht auf empirischer Evidenz beruhen. Seit Neuerem spricht sie zudem von "Bioschwachsinn" ("biobunk") hinzu, ebenfalls haltlose Versprechungen, die sich auf bildgebende Verfahren berufen.
Die Besonderheit empirischer Forschung ist ihr auch im Kontrast zu sogenannter klinischer Intuition wichtig. In ihrem Buch über Wut sammelte sie Evidenz aus empirischen, teils kulturvergleichenden Untersuchungen, die zeigten, dass damals verbreitete klinisch-therapeutische Annahmen über Wut (etwa dass sie verdrängten oder unterdrückten Bedürfnissen entspringt bzw. dass man sie äußern muss) nicht zutrafen. In der Auseinandersetzung um verdrängte bzw. falsche Erinnerungen, die so heftig geführt wurde, dass sie auch als Memory Wars bezeichnet wird, hat sie sich für die wissenschaftliche Sichtweise auf Gedächtnis und eine akademische Fundierung therapeutischer Methoden ausgesprochen. Ihr Artikel „Beware the Incest-Survivor Machine“ in der New York Times war eine der ersten öffentlichen Kritiken der Annahme, dass unterdrückte Erinnerungen an Missbrauch durch therapeutische Interventionen erstmalig zutage gefördert werden können.

## Veröffentlichungen (Auswahl)

### Bücher (Auswahl)
Bluming, A., & Tavris, C. (2024). Estrogen matters: Why taking hormones in menopause can improve women’s well-being and lengthen their lives—Without raising the risk of breast cancer. New York: Little, Brown, Spark.
Tavris, C. (1989). Anger: The misunderstood emotion (rev. ed.). New York: Touchstone. Deutsch: Tavris, C. (1995). Wut: Das missverstandene Gefühl. München: dtv.
Tavris, C. (1992). The mismeasure of woman: Why women are not the better sex, the inferior sex, or the opposite sex. New York: Touchstone.
Tavris, C. (2011). Psychobabble and biobunk: Using psychological science to think critically about popular psychology (3rd ed.) Upper Saddle River, NJ: Pearson.
Tavris, C. (2014). Science and pseudoscience in clinical psychology. Guilford Publications.
Tavris, C., & Aronson, E. (2020). Mistakes were made (but not by me): Why we justify foolish beliefs, bad decisions, and hurtful acts (3rd ed.). Boston: Mariner. Deutsch: Tavris, C., & Aronson, E. (2010). Ich habe recht, auch wenn ich mich irre: Warum wir fragwürdige Überzeugungen, schlechte Entscheidungen und verletzendes Handeln rechtfertigen. München: Riemann Verlag.
Tavris, C., & Wade, C. (2001). Psychology in perspective (3rd ed.). Upper Saddle River, NJ: Prentice Hall.
Wade, C., & Tavris, C. (2023). Psychology (14th ed.). Boston: Pearson.
Wade, C., Tavris, C., Sommers, S., & Shin, L. M. (2022). Invitation to psychology (8th ed.). Hoboken, NJ: Pearson.

### Beiträge zu Sammelwerken und Zeitschriften
Tavris, C. (2024). How to publicize science: A case study. In Reporting science (S. 21–32). Routledge.
Tavris, C. (2014). Teaching contentious classics. APS Observer, 27.
Bluming, A. Z., & Tavris, C. (2009). Hormone replacement therapy: real concerns and false alarms. The Cancer Journal, 15(2), 93–104.
Tavris, C. (2005). Brains, Biology, Science, and Skepticism. Skeptical Inquirer, 1, 1.
Tavris, C. (1993). The mismeasure of woman. Feminism & Psychology, 3(2), 149–168.
Tavris, C. (1984). On the wisdom of counting to ten: Personal and social dangers of anger expression. Review of Personality & Social Psychology, 5 170–191
Tavris, C. (1973). Who likes women's liberation—and why: The case of the unliberated liberals. Journal of Social Issues, 29(4), 175–198.
Carol Tavris schrieb außerdem regelmäßig für den Skeptic, die New York Times und die Los Angeles Times.

## Auszeichnungen
Carol Tavris ist Beirätin des National Center for Reason and Justice und Fellow der Society for Personality and Social Psychology und der American Psychological Association, Division 8 (Society of Personality and Social Psychology).